# Talisia acutifolia
Talisia acutifolia är en kinesträdsväxtart som beskrevs av Ludwig Radlkofer. Talisia acutifolia ingår i släktet Talisia och familjen kinesträdsväxter. Inga underarter finns listade i Catalogue of Life.